# Arabische Mexicanen
Arabische Mexicanen (Spaans: Mexicanos arabes) zijn inwoners van Mexico van Arabische afkomst of met Arabische voorouders.
De meeste Arabische Mexicanen stammen af van migranten die aan het eind van de 19e eeuw en het begin van de 20e eeuw vanuit de Levant (Syrië en Libanon) naar Mexico zijn verhuisd, de meesten van hen christenen die het steeds repressiever wordende Ottomaanse bestuur ontvluchtten. In Mexico stonden zij lange tijd bekend als Turken, turcos, en waren zij slachtoffer van discriminatie.
Veel Arabische Mexicanen zijn uiterst succesvol gebleken als ondernemers, een van hen, Carlos Slim, behoort tot de rijksten ter wereld. Arabische invloeden in Mexico zijn vooral zichtbaar in de cuisine. Zo zijn Arabische taco's een populair gerecht in Yucatán.

## Bekende Arabische Mexicanen
- Ikram Antaki (1948-2000), schrijver
- Mauricio Garcés (1926-1989), acteur
- Alfredo Harp Helú (1944- ), ondernemer
- Salma Hayek (1966- ), actrice
- Gaspar Henaine Pérez (Capulina) (1927-2011), acteur
- Jorge Kahwagi (1968- ), bokser en politicus
- Carlos Martínez Assad, socioloog
- José Murat (1949- ), politicus
- Kamel Nacif Borge (1946- ), ondernemer
- Miguel Nazar Haro (1925- ), veiligheidsagent
- Alfonso Petersen Farah (1961- ), politicus
- Miguel Sabah (1979- ), voetballer
- Jaime Sabines (1926-1999), dichter
- Carlos Slim (1940- ), ondernemer
- Jean Succar Kuri (1944- ), verdachte
- Mohammed Yussuf (1984- ), voetballer
- Miguel Zacarías (1905-2006), regisseur

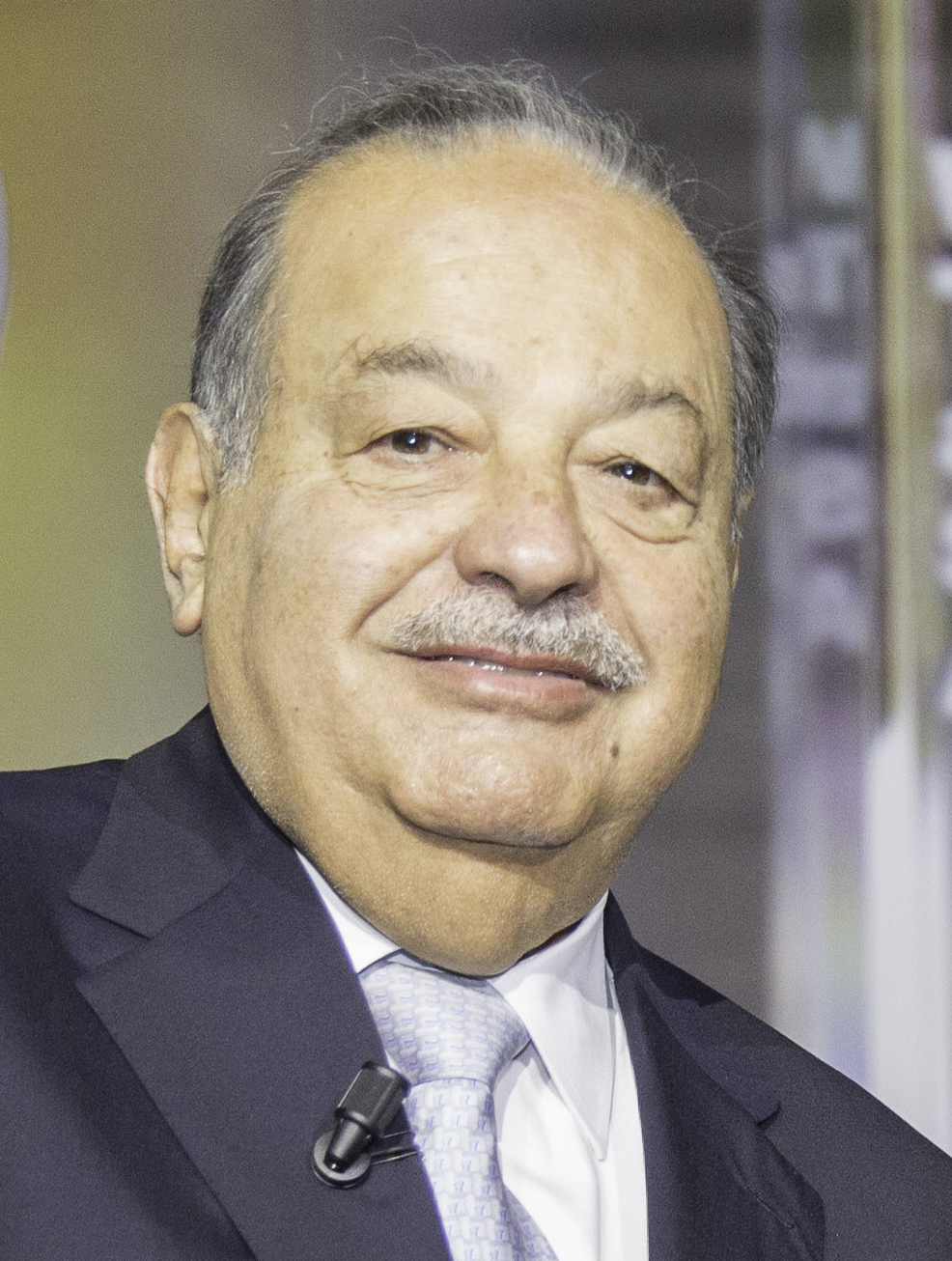
Carlos Slim
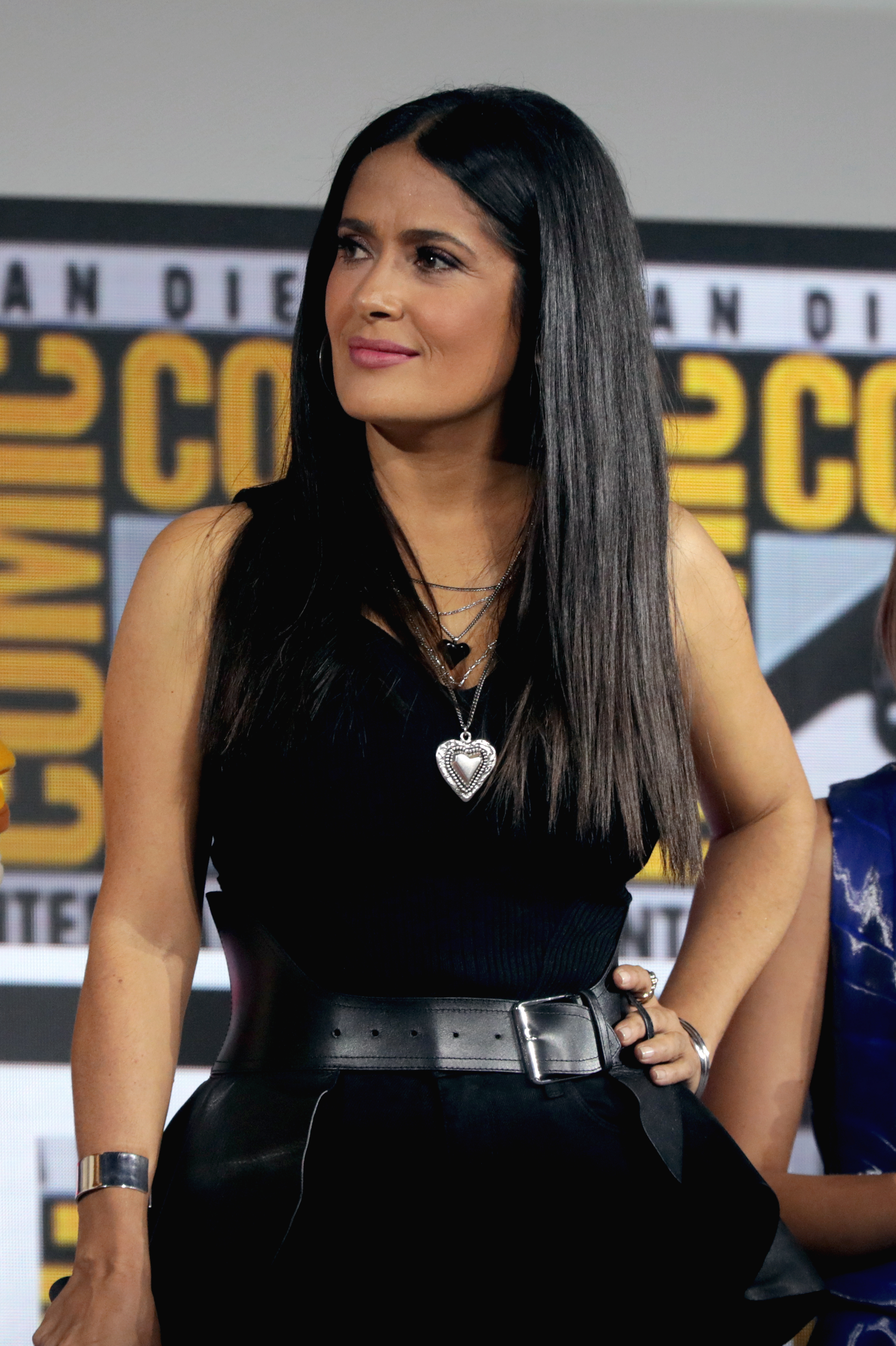
Salma Hayek